# Gonatocerus munnarus
Gonatocerus munnarus är en stekelart som beskrevs av Mani och Saraswat 1973. Gonatocerus munnarus ingår i släktet Gonatocerus och familjen dvärgsteklar. Inga underarter finns listade i Catalogue of Life.